# Brandhoek New Military Cemetery
Brandhoek New Military Cemetery is een Britse militaire begraafplaats met gesneuvelden uit de Eerste Wereldoorlog, gelegen in het Belgische dorp Vlamertinge, een deelgemeente van Ieper. De begraafplaats ligt twee kilometer ten westen van het dorpscentrum van Vlamertinge in het gehucht Brandhoek, dat langs de weg van Ieper naar Poperinge (N38) ligt. De begraafplaats werd ontworpen door Reginald Blomfield en wordt onderhouden door de Commonwealth War Graves Commission. Ze heeft een rechthoekig grondplan met een oppervlakte van zo'n 1.250 m² en is omgeven door een bakstenen muur. De Stone of Remembrance staat aan de noordoostelijke zijde van het terrein, het Cross of Sacrifice staat centraal.
Op de begraafplaats worden 558 doden herdacht die allen geïdentificeerd zijn.

## Geschiedenis
Tijdens de oorlog reikte het vijandelijk artillerievuur van de Ieperboog tot aan het dorp Vlamertinge. Het gehucht Brandhoek lag net buiten het bereik en lag relatief veilig, vandaar dat hier medische posten en legerplaatsen werden geïnstalleerd. In mei 1915 werd naast zo'n medische post de Brandhoek Military Cemetery gestart, die in gebruik bleef tot juli 1917. Voor de Derde Slag om Ieper richtte men hier nog meer medische posten in en startte men deze nieuwe begraafplaats, waar men tijdens de zomer overledenen begroef. De begraafplaats bleef in gebruik tot augustus 1917 en toen ook deze begraafplaats vol lag opende men iets zuidelijker, aan de overkant van de weg, de Brandhoek New Military Cemetery No.3.
Op de begraafplaats liggen 512 Britten, 11 Australiërs, 6 Canadezen, 1 Indiër en 28 Duitsers.
De begraafplaats werd in 2009 beschermd als monument.

## Graven

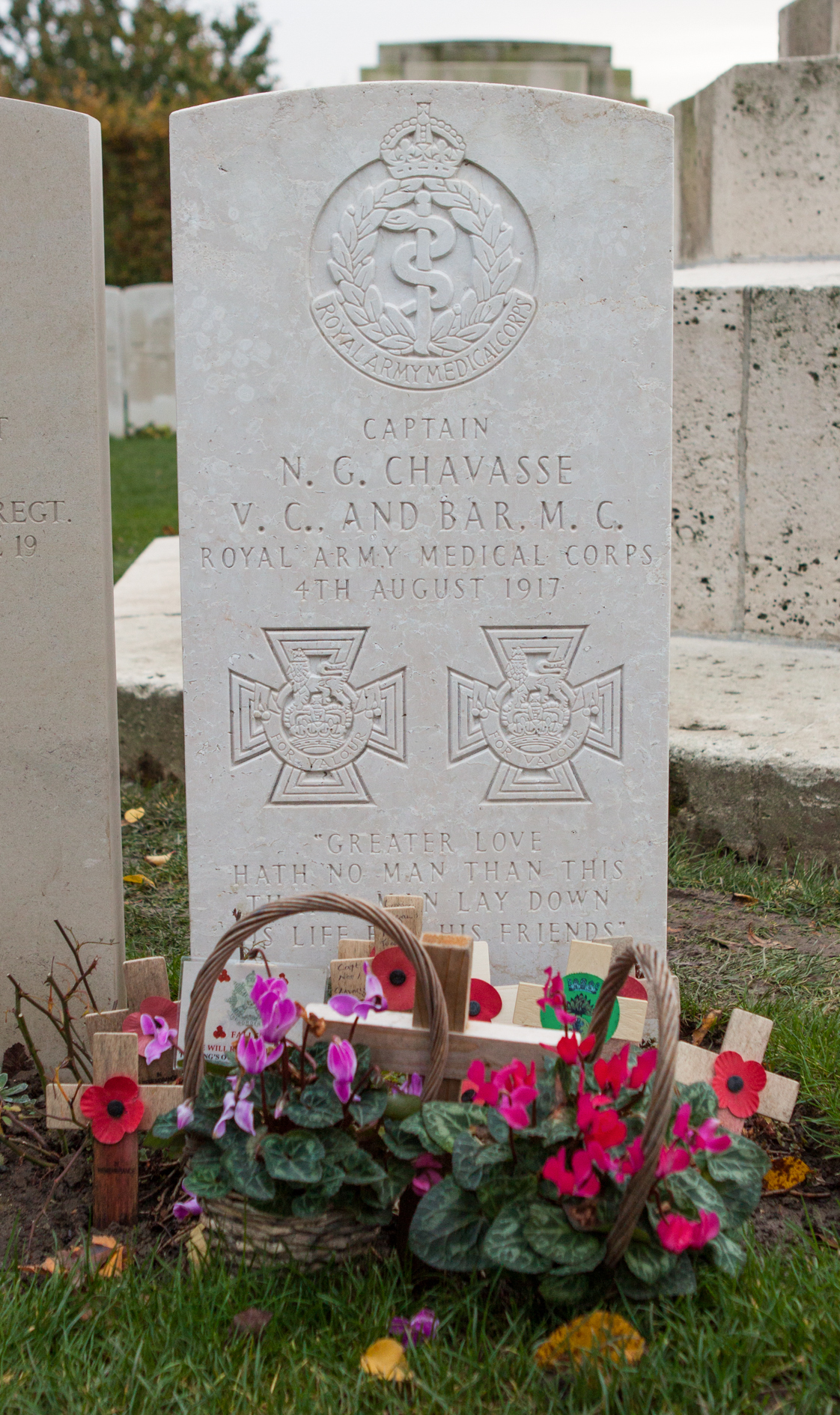
Grafsteen van Noel Chavasse, met de twee Victoria Crosses

### Onderscheiden militairen
- Noel Chavasse (VC and Bar, MC), kapitein bij het Royal Army Medical Corps is een van de drie militairen die tweemaal werden onderscheiden met het Victoria Cross (VC). Hij ontving ook het Military Cross (MC) en overleed in een veldhospitaal in Brandhoek op 4 augustus 1917.
- Laird Irvine Cassan Paul, majoor bij de Royal Field Artillery en E. Power, compagnie sergeant-majoor bij het Royal Irish Regiment werden onderscheiden met het Military Cross (MC). John Houston Mumford, luitenant bij de Royal Field Artillery werd tweemaal onderscheiden met het (MC and Bar).
- Thomas Henry Boardman, luitenant-kolonel bij de Royal Inniskilling Fusiliers, James Cosmo Russell, luitenant-kolonel bij de 9th Hodson's Horse, Gawain Murdoch Bell, majoor bij het Hampshire Regiment en Frank Rhodes Armitage, kapitein bij het Royal Army Medical Corps werden onderscheiden met de Distinguished Service Order (DSO).
- J.W. Hoare, sergeant bij de Royal Engineers, J. Gray, korporaal bij de Royal Field Artillery en L. Lewis, soldaat bij het Machine Gun Corps werden onderscheiden met de Distinguished Conduct Medal (DCM).
- verder zijn er nog 14 militairen die de Military Medal (MM) hebben ontvangen.

### Minderjarige militair
- soldaat James Aulinne Gray van het Royal Army Medical Corps was 17 jaar toen hij op 9 augustus 1917 sneuvelde.